# 마누엘 산체스 델가도
마누엘 산체스 델가도(스페인어: Manuel Sánchez Delgado, 1965년 1월 17일, 에스트레마두라 지방 카세레스 ~)는 마놀로(스페인어: Manolo)로도 알려진 스페인의 전 축구 선수로, 현역 시절 스트라이커로 활동하였다.
9시즌에 걸쳐, 그는 292번의 라 리가 경기에 출전해 96골을 기록했는데, 이 중 대부분은 그가 2차례 주요 대회 우승을 거둔 아틀레티코 마드리드에서 넣은 골이었다. 그는 같은 1부 리그의 무르시아에서도 활약한 적이 있다.
마놀로는 스페인 국가대표팀 일원으로 1990년 FIFA 월드컵에 참가하기도 하였다.

## 클럽 경력
에스트레마두라 지방 카세레스 출신인 마놀로는 지역의 카세레뇨 유소년부를 졸업하고 17세의 나이로 구단의 성인 1군 경기에 처음 출전하였다. 사바델에서 2년을 보내던 마놀로는 마지막 시즌에 같은 세군다 디비시온에 속한 무르시아로 이적해 무르시아 1년차 소속 구단의 라 리가 승격을 도왔고, 이듬해에 36경기에 출전하여 11번 골망을 가르면서 무르시아가 1부 리그에 1년 더 머물도록 하였다.
1988년 여름, 마놀로는 아틀레티코 마드리드에 입단하여 최전성기를 구가했는데, 그는 파울루 푸트르와 함께 위협적인 공격 2인조를 구성하였다. 그는 포르투갈인 동료의 수 많은 도움을 받아 1991-92 시즌에 27골을 넣어 득점왕에 등극하기도 했고, 같은 해 코파 델 레이도 우승해 전년도에 차지한 정상도 성공적으로 방어했다.
마놀로는 2부 리그에 속한 CP 메리다에서 2년을 보낸 후, 1997년에 축구화를 벗었는데, 은퇴 당시 스페인 1부 리그 100호골까지 겨우 4골을 남겨놓고 정강뼈 부상으로 더 많은 경기에 출전할 수가 없었다. 그는 2007년에 감독으로 전향하여 페가소의 감독을 맡았고 이후에도 몇 개의 하위 리그 구단 감독을 맡았다.

## 국가대표팀 득점 기록
마놀로는 아틀레티코 마드리드에서 입단한 지 얼마 되지 않아 스페인 국가대표팀 첫 경기에 출전했는데, 1988년 11월 16일 아일랜드와의 1990년 FIFA 월드컵 예선전에 경기장에 입장하여 득점을 올렸다. 그는 이어 28번의 경기에 출전하여 9골을 넣었는데, 자국을 대표로 이탈리아에서 열린 대회 본선에 참가하였는데, 우루과이와의 첫 조별 리그 경기에만 출전하였고, 경기 결과는 득점 없는 무승부였다.

### 국가대표팀 득점 기록
| #  | 날짜             | 경기장                              | 상대           | 점수 | 결과 | 대회                      |
| -- | ---------------- | ----------------------------------- | -------------- | ---- | ---- | ------------------------- |
| 1. | 1988년 11월 16일 | 스페인 세비야 베니토 비야마린       | 아일랜드       | 1–0  | 2–0  | 1990년 FIFA 월드컵 예선전 |
| 2. | 1989년 2월 8일   | 북아일랜드 벨파스트 윈저 파크       | 북아일랜드     | 2–0  | 2–0  | 1990년 FIFA 월드컵 예선전 |
| 3. | 1989년 3월 23일  | 스페인 세비야 베니토 비야마린       | 몰타           | 3–0  | 4–0  | 1990년 FIFA 월드컵 예선전 |
| 4. | 1989년 3월 23일  | 스페인 세비야 베니토 비야마린       | 몰타           | 4–0  | 4–0  | 1990년 FIFA 월드컵 예선전 |
| 5. | 1989년 11월 15일 | 스페인 세비야 산체스 피스후안       | 헝가리         | 1–0  | 4–0  | 1990년 FIFA 월드컵 예선전 |
| 6. | 1990년 2월 21일  | 스페인 알리칸테 리코 페레스         | 체코슬로바키아 | 1–0  | 1–0  | 친선경기                  |
| 7. | 1990년 3월 28일  | 스페인 말라가 라 로살레다           | 오스트리아     | 1–0  | 2–3  | 친선경기                  |
| 8. | 1991년 3월 27일  | 스페인 산탄데르 엘 사르디네로       | 헝가리         | 1–1  | 2–4  | 친선경기                  |
| 9. | 1991년 9월 4일   | 스페인 오비에도 카를로스 타르티에레 | 우루과이       | 2–0  | 2–1  | 친선경기                  |

## 수상

### 클럽
아틀레티코 마드리드
- 코파 델 레이: 1990–91, 1991–92

무르시아
- 세군다 디비시온: 1985–86

### 개인
- 피치치 트로피: 1991–92[6]